# Márcio Kieling
Márcio Vinícius Schüler Kieling (Porto Alegre, 5 de junho de 1978) é um ator brasileiro. Interpretou o cantor Zezé di Camargo no filme 2 filhos de Francisco.

## Filmografia

### Cinema
| Ano  | Título                   | Personagem      |
| ---- | ------------------------ | --------------- |
| 2000 | Tolerância               | Ciro            |
| 2005 | 2 Filhos de Francisco    | Zezé di Camargo |
| 2006 | Gatão de Meia Idade      | Cláudio (jovem) |
| 2008 | Vingança                 | Bruno           |
| 2010 | Dores e Amores           | Jonas           |
| 2015 | Vai Que Cola - O Filme   | Andrada         |
| 2016 | O Último Virgem          | Delegado Mourão |
| 2016 | Maverick: Manhunt Brazil | Zonta           |

### Televisão
| Ano     | Título                 | Personagem                         | Notas                                    |
| ------- | ---------------------- | ---------------------------------- | ---------------------------------------- |
| 1997    | Malhação               | aluno da academia                  |                                          |
| 1998    | Pecado Capital         | Frajola                            | Episódio: "12 de dezembro"               |
| 1999–01 | Malhação               | Bernardo Crisântemo (Perereca)     | Temporadas 6–7                           |
| 2002    | Desejos de Mulher      | Roberto Martins (Beto)             |                                          |
| 2002    | Globo Ciência          | Apresentador                       |                                          |
| 2003    | Agora É que São Elas   | Djalma Nogueira (Djalminha)        |                                          |
| 2004    | Linha Direta           | José Divino Nunes                  | Episódio: "As Cartas de Chico Xavier"    |
| 2005    | Os Ricos Também Choram | Alberto Dominguez                  |                                          |
| 2006    | Bicho do Mato          | Otávio Ramalho Rodrigues (Tavinho) |                                          |
| 2007    | Amor e Intrigas        | Francisco Feliciano Camargo (Kiko) |                                          |
| 2009    | Poder Paralelo         | Alberto de Castro / Hélio          | Episódios: "16 de abril–23 de maio"      |
| 2010    | A História de Ester    | Ruben                              |                                          |
| 2012    | Máscaras               | Gabriel Peixoto                    |                                          |
| 2013    | Dona Xepa              | Vitor Hugo Pantaleão               |                                          |
| 2014    | Milagres de Jesus      | Zeca                               | Episódio: "A Cura do Cego de Nascença"   |
| 2016    | Sol Nascente           | Bernardo                           | Episódios: "9 de setembro–10 de outubro" |
| 2017    | Pega Pega              | Dr. Adriano                        |                                          |
| 2019    | O Dono do Lar          | Dr. Ricardo                        | Episódio: "Happy Hour"                   |
| 2019    | Chuteira Preta         | Kadu                               |                                          |
| 2020    | Xilindró               | Beto Mourão                        | Episódio: "O Ator"                       |

## Teatro
| Ano  | Título                        | Personagem |
| ---- | ----------------------------- | ---------- |
| 2002 | Zero de Conduta               |            |
| 2005 | A Glória de Nelson            | Nelson     |
| 2014 | Assassinato no Motel          |            |
| 2015 | 220 Volts                     |            |
| 2017 | Até que a Internet Nos Separe |            |